# Dorydrilidae
Dorydrilidae är en familj av ringmaskar. Dorydrilidae ingår i ordningen Haplotaxida, klassen gördelmaskar, fylumet ringmaskar och riket djur. Enligt Catalogue of Life omfattar familjen Dorydrilidae 2 arter. 
Kladogram enligt Catalogue of Life:
| Dorydrilidae | \| \| Dorydrilus \| \| \| \| \| \| Lycodrilus \| \| \| \| |
|              | \| \| Dorydrilus \| \| \| \| \| \| Lycodrilus \| \| \| \| |
|              | Alluroididae                                              |
|              |                                                           |
|              | Glossoscolecidae                                          |
|              |                                                           |
|              | Haplotaxidae                                              |
|              |                                                           |
|              | Opistocystidae                                            |
|              |                                                           |
|              | Phreodrilidae                                             |
|              |                                                           |
|              | Sparganophilidae                                          |
|              |                                                           |
|              | glattmaskar                                               |
|              |                                                           |
|              | Dorydrilus                                                |
|              |                                                           |
|              | Lycodrilus                                                |
|              |                                                           |

|  | Dorydrilus |
|  |            |
|  | Lycodrilus |
|  |            |